# Begovo Razdolje
Begovo Razdolje je naselje v Gorskem kotarju na Hrvaškem, ki upravno spada pod občino Mrkopalj v Primorsko-goranski županiji.
Leži na zahodnih obronkih Bjelolasice v Gorskem kotarju. S 1078 m nadmorske višine je najvišje ležeče naselje s stalnim prebivalstvom na Hrvaškem.

## Demografija
| Pregled števila prebivalcev po letih | Pregled števila prebivalcev po letih | Pregled števila prebivalcev po letih | Pregled števila prebivalcev po letih | Pregled števila prebivalcev po letih | Pregled števila prebivalcev po letih | Pregled števila prebivalcev po letih | Pregled števila prebivalcev po letih | Pregled števila prebivalcev po letih | Pregled števila prebivalcev po letih | Pregled števila prebivalcev po letih | Pregled števila prebivalcev po letih | Pregled števila prebivalcev po letih | Pregled števila prebivalcev po letih | Pregled števila prebivalcev po letih | Pregled števila prebivalcev po letih |
| ------------------------------------ | ------------------------------------ | ------------------------------------ | ------------------------------------ | ------------------------------------ | ------------------------------------ | ------------------------------------ | ------------------------------------ | ------------------------------------ | ------------------------------------ | ------------------------------------ | ------------------------------------ | ------------------------------------ | ------------------------------------ | ------------------------------------ | ------------------------------------ |
| 1857                                 | 1869                                 | 1880                                 | 1890                                 | 1900                                 | 1910                                 | 1921                                 | 1931                                 | 1948                                 | 1953                                 | 1961                                 | 1971                                 | 1981                                 | 1991                                 | 2001                                 | 2011                                 |
| 288                                  | 345                                  | 390                                  | 361                                  | 402                                  | 355                                  | 352                                  | 376                                  | 335                                  | 305                                  | 248                                  | 180                                  | 136                                  | 98                                   | 48                                   | 48                                   |